# 1549
1549 (MDXLIX) fue un año común comenzado en martes del calendario juliano.

## Acontecimientos
- 19 de febrero: Se crea el Archivo de Simancas (Valladolid), según cédula de Carlos I.
- 17 de julio:Se crea la Real Audiencia de Santa Fe de Bogotá (Colombia).

### Sin fecha
- Los misioneros jesuitas Francisco Xavier, Cosme de Torres y Juan Fernández llegan a Nagasaki.
- Julio III sucede a Paulo III como papa.
- Los arcabuces son utilizados en el Sitio Kajiki.

## Nacimientos
- 10 de marzo: Francisco Solano, misionero y santo español (f. 1610)
- 30 de julio: Fernando I de Médici, Tercer Gran Duque de Toscana (1587-1609) (f. 1609)
- 4 de noviembre: Enrique V de Reuss-Untergreiz, segundo Señor (1583-1596) y primer Conde de Reuss-Untergreiz (1596-1604) (f.1604)

## Fallecimientos
- 10 de noviembre: Paulo III, papa italiano (n. 1468)